# Mühlhausen (Thuringe)
Pour les articles homonymes, voir Mühlhausen.
Mühlhausen est une ville allemande située dans le Land de Thuringe.

## Histoire
| Appartenances historiques Saint-Empire (Ville libre) 1251-1802 Royaume de Prusse 1802–1807 Royaume de Westphalie 1807–1813 Royaume de Prusse (Province de Saxe) 1815–1918 République de Weimar 1918–1933 Reich allemand 1933–1945 Allemagne occupée 1945–1949 République démocratique allemande 1949–1990 Allemagne 1990–présent |

Au Moyen Âge, dans le cadre du Saint-Empire romain germanique, Mühlhausen est une ville libre d'Empire (vassale directe de l'empereur), limitrophe du landgraviat de Thuringe. Cela en fait une sorte de ville-État, dotée d'une large autonomie.
Le 8 octobre 1356 l'église avancée[pas clair] a été mise en service par un édit de l'archevêque de Mayence Gerlier de Nassau (1322-1371). De cette date jusqu'à la Réforme (vers 1525), elle est dévolue à l'ordre des chevaliers teutoniques.
En 1430, la ville entre en relation[pourquoi ?] avec Erfurt et Nordhausen et forme avec elles la Ligue des trois villes.
En février 1525, elle est le théâtre d'un épisode de la guerre des Paysans allemands : un ancien partisan de Luther, Thomas Müntzer, et un groupe de révoltés prennent le pouvoir et y instaurent une sorte de théocratie « radicale et violemment égalitaire ».
Au XVIIIe siècle, Mühlhausen est marquée par le séjour de Jean-Sébastien Bach de 1707 à 1708. Il y est organiste dans plusieurs églises et y écrit sa première cantate.
Après la période des guerres napoléoniennes, qui mettent fin au Saint-Empire en 1806, Mulhausen fait partie de la province de Saxe du royaume de Prusse de 1815 à 1918.
Mühlhausen est la ville de naissance de John Augustus Roebling (à l'origine Johann August Röbling, né le 12 juin 1806), ingénieur civil concepteur du pont de Brooklyn de New York, aux États-Unis.

## Personnalités liées à la ville
y sont nés
- Johannes Eccard, compositeur allemand du XVIe siècle
- Johann Georg Ahle (1651 - † 1706), également compositeur, organiste et poète
- John Augustus Roebling, ingénieur
- Friedrich August Stüler architecte
- Rainer Basedow (1938-2022), acteur allemand

autres
- Jean-Sébastien Bach, compositeur, y a travaillé comme organiste (1707-1708)
- Johann Gottfried Bernhardt Bach, fils du précédent, y a également été organiste (1735-1736)
- Thomas Müntzer, prédicateur anabaptiste y a été exécuté

## Jumelages
La ville de Mühlhausen est jumelée avec :
- Tourcoing (France) depuis le 21 mai 1993 ;
- Eschwege (Allemagne) depuis le 22 décembre 1989 ;
- Münster (Allemagne) depuis le 14 septembre 1990 ;
- Kronstadt (Russie) depuis le 18 mars 1995 ;
- Saxonburg (États-Unis) depuis le 23 mai 2008.